# Goodrich (film)
Goodrich är en amerikansk dramakomedifilm från 2024. Filmen är regisserad av Hallie Meyers-Shyer som även skrivit filmens manus.
Goodrich hade premiär i Los Angeles den 8 oktober 2024 och i övriga USA den 18 oktober samma år. Filmen hade biopremiär i Sverige den 28 februari 2025, utgiven av Noble Entertainment.

## Handling
Filmen kretsar kring konsthandlaren Andy Goodrich vars liv ändras när hans fru lämnar honom för ett 90-dagars rehabprogram och samtidigt hotar honom med skilsmässa. Goodrich lämnas ensam med deras nioåriga tvillingar och kastas in i ett föräldraskap som han är helt oförberedd på.

## Rollista (i urval)
- Michael Keaton – Andy Goodrich
- Mila Kunis – Grace
- Carmen Ejogo – Lola
- Michael Urie – Terry
- Kevin Pollak – Sy
- Vivien Lyra Blair – Billie
- Nico Hiraga – Jonny
- Laura Benanti – Naomi
- Andie MacDowell – Ann
- Poorna Jagannathan – Dr. Verma